# St. Jacobus und St. Dionys (Lütau)

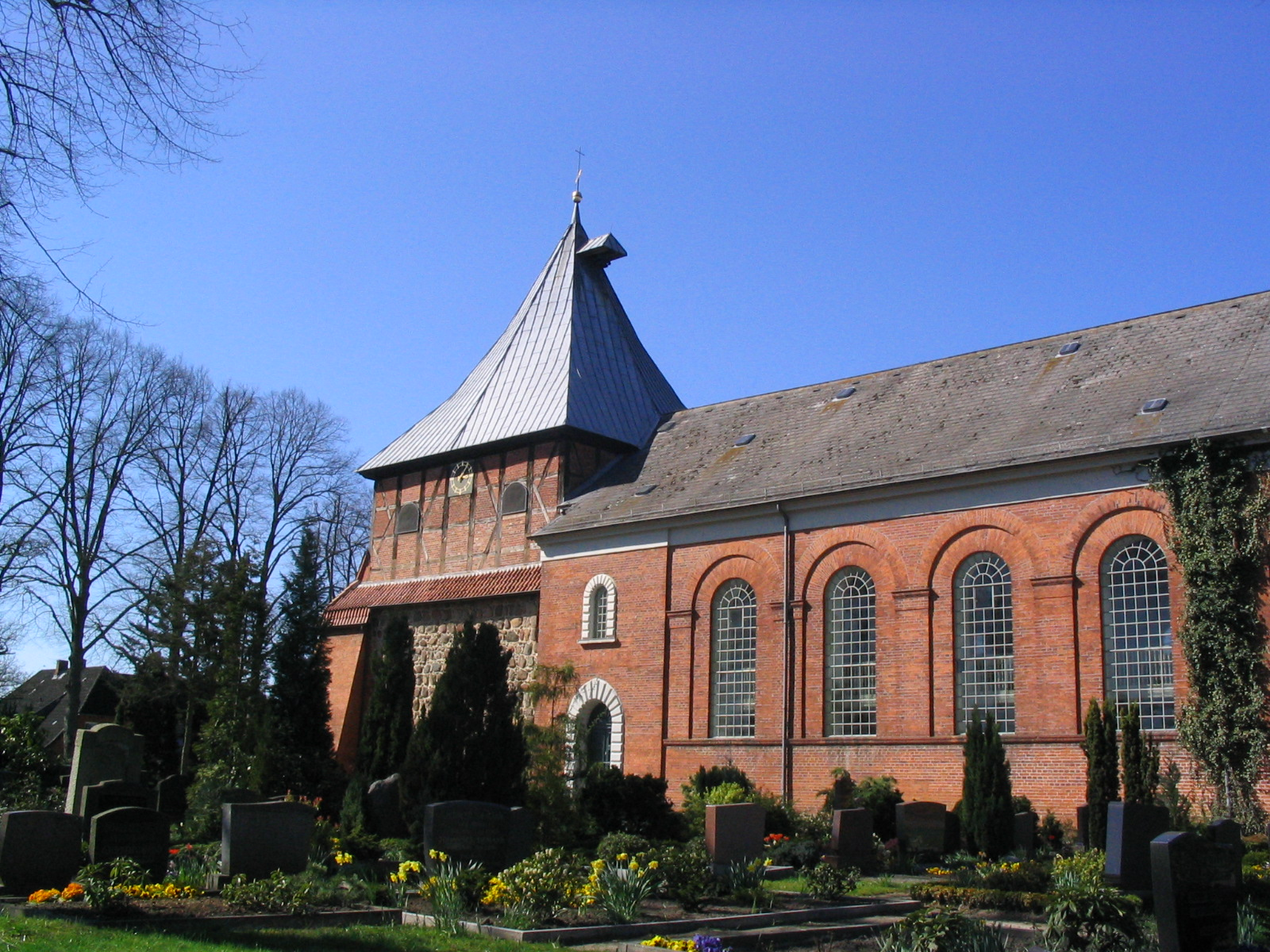
St. Jacobus und St. Dionys (Lütau)

Die Kirche  St. Jacobus und St. Dionys ist ein geschütztes Kulturdenkmal mit der Objekt-ID 3380 im Denkmalschutzgesetz in Lütau, einer Gemeinde im Kreis Herzogtum Lauenburg in Schleswig-Holstein. Die Kirchengemeinde gehört zum Kirchenkreis Lübeck-Lauenburg der Evangelisch-Lutherischen Kirche in Norddeutschland.

## Beschreibung
Die Saalkirche besteht aus einem klassizistischen Langhaus aus Backsteinen, das mit einem Satteldach bedeckt ist, und einem Kirchturm im Westen, dessen Erdgeschoss aus Feldsteinen aus dem 13. Jahrhundert stammt. Das 1705 aufgesetzte Obergeschoss aus Holzfachwerk beherbergt die Turmuhr und den Glockenstuhl und schließt mit einem Pyramidendach ab. 
Der Mittelteil des Innenraums des Langhauses ist mit einem Tonnengewölbe überspannt, die Emporen an den Längsseiten mit Flachdecken. Im Chor steht ein Altar in Form einer Ädikula.
Die Orgel auf der Empore wurde 1883 erbaut und 1960 erweitert.